# Нова Софіївка (Новгород-Сіверський район)
Нова Софіївка (первісно хутір Ближній) — колишнє село в Україні, Новгород-Сіверському районі Чернігівської області. Підпорядковувалось Ковпинській сільській раді.
Розташовувалося за 5 км на південний захід від Ковпинки, на висоті бл.185 м над рівнем моря.
Вперше згадане 1859 року як хутір Ближній, на якому був 1 двір і мешкало 3 особи.
У радянські часи складалося з 2 паралельних вулиць довжиною 600-700 м, сполучених між собою 2 короткими поперечними вуличками. Станом на 1988 рік не мало постійного населення. 
22 березня 1991 року Чернігівська обласна рада зняла село з обліку.
Сьогодні територія колишнього села - оранка та луки.